# Flavien Tait
Flavien Tait (Longjumeau, 2 de febrero de 1993) es un futbolista francés que juega en la demarcación de centrocampista para el Samsunspor de la Superliga de Turquía.

## Biografía
Tras empezar a formarse como futbolista con el L. B. Châteauroux, finalmente subió al primer equipo en la temporada 2012/13. Cuatro años después, el 16 de junio de 2016, se marchó al Angers S. C. O., haciendo su debut el 25 de octubre de 2016 en un encuentro de la Copa de la Liga de Francia contra el F. C. Nantes, encuentro que finalizó con un resultado de 2-1 a favor del conjunto de Nantes. Cuatro días después hizo su debut en la Ligue 1 contra el En Avant de Guingamp.
El 9 de julio de 2019 el Stade Rennais F. C. hizo oficial su incorporación hasta 2023. Después de cuatro temporadas, en septiembre de ese año se marchó a Turquía para jugar en el Samsunspor.

## Clubes
| Club                | País    | Año       | Partidos | Goles |
| ------------------- | ------- | --------- | -------- | ----- |
| L. B. Châteauroux   | Francia | 2012-2016 | 82       | 9     |
| Angers S. C. O.     | Francia | 2016-2019 | 87       | 11    |
| Stade Rennais F. C. | Francia | 2019-2023 | 129      | 12    |
| Samsunspor          | Turquía | 2023-     | 41       | 1     |